# Marathon de Chicago 2012
Navigation
Édition précédente Édition suivante
Le Marathon de Chicago de 2012 est la 35e édition du Marathon de Chicago, aux États-Unis, qui a lieu le dimanche 7 octobre 2012. C'est le quatrième des World Marathon Majors à avoir lieu en 2012 après le Marathon de Boston, le Marathon de Londres et le Marathon de Berlin. L'Éthiopien Tsegaye Kebede  remporte la course masculine avec un temps de 2 h 4 min 38 s et signe un nouveau record de l'épreuve. Sa compatriote Atsede Baysa s'impose chez les femmes en 2 h 22 min 3 s.

## Résultats

### Hommes
| Rang | Athlète           | Nationalité | Temps                    |
| ---- | ----------------- | ----------- | ------------------------ |
|      | Tsegaye Kebede    | Éthiopie    | 2 h 04 min 38 s (CR, PB) |
|      | Feyisa Lilesa     | Éthiopie    | 2 h 04 min 52 s (PB)     |
|      | Tilahun Regassa   | Éthiopie    | 2 h 05 min 27 s (PB)     |
| 4    | Sammy Kitwara     | Kenya       | 2 h 05 min 54 s (PB)     |
| 5    | Wesley Korir      | Kenya       | 2 h 06 min 13 s (PB)     |
| 6    | Bernard Kipyego   | Kenya       | 2 h 06 min 40 s          |
| 7    | Samuel Ndungu     | Kenya       | 2 h 07 min 26 s          |
| 8    | Dadi Yami         | Éthiopie    | 2 h 07 min 43 s          |
| 9    | Dathan Ritzenhein | États-Unis  | 2 h 07 min 47 s (PB)     |
| 10   | Shami Abdulahi    | Éthiopie    | 2 h 08 min 39 s          |

### Femmes
| Rang | Athlète                | Nationalité | Temps                |
| ---- | ---------------------- | ----------- | -------------------- |
|      | Atsede Baysa           | Éthiopie    | 2 h 22 min 03 s (PB) |
|      | Rita Jeptoo            | Kenya       | 2 h 22 min 04 s (PB) |
|      | Lucy Wangui Kabuu      | Kenya       | 2 h 22 min 41 s      |
| 4    | Liliya Shobukhova      | Russie      | 2 h 22 min 59 s      |
| 5    | Caroline Rotich        | Kenya       | 2 h 23 min 22 s (PB) |
| 6    | Mariya Konovalova      | Russie      | 2 h 25 min 38 s      |
| 7    | Fatuma Sado            | Éthiopie    | 2 h 26 min 09 s (PB) |
| 8    | Renee Metivier Baillie | États-Unis  | 2 h 27 min 17 s (PB) |
| 9    | Dot McMahon            | États-Unis  | 2 h 32 min 11 s      |
| 10   | Stephanie Pezzullo     | États-Unis  | 2 h 32 min 42 s      |

### Fauteuils roulants (hommes)
| Rang | Athlète       | Nationalité | Temps           |
| ---- | ------------- | ----------- | --------------- |
|      | Josh Cassidy  | Canada      | 1 h 32 min 58 s |
|      | Adam Bleakney | États-Unis  | 1 h 34 min 23 s |
|      | Joshua George | États-Unis  | 1 h 36 min 06 s |

### Fauteuils roulants (femmes)
| Rang | Athlète          | Nationalité | Temps           |
| ---- | ---------------- | ----------- | --------------- |
|      | Tatyana McFadden | États-Unis  | 1 h 49 min 52 s |
|      | Susannah Scaroni | États-Unis  | 1 h 56 min 30 s |
|      | Kelsey LeFevour  | États-Unis  | 2 h 20 min 02 s |